# Anumbius annumbi
El leñatero (Anumbius annumbi), también denominado espinero común o añunbi, es una especie de ave paseriforme de la familia Furnariidae propia del sudeste de América del Sur. Es el único miembro del género Anumbius. 

## Distribución y hábitat
Se distribuye por el sureste y sur de Brasil (desde Goiás y Minas Gerais hacia el sur hasta Rio Grande do Sul), centro y este de Paraguay, Uruguay, norte y este de Argentina, desde Jujuy, este de Salta, Formosa, sur de Misiones y Corrientesy hacia el sur hasta Chubut).Recientemente registrado en Bolivia.
Esta especie es considerada localmente bastante común en una variedad de hábitats: cerrados, pastizales con árboles dispersos, bordes de bosques ralos, y alrededor de construcciones en haciendas. Hasta los 1100 m de altitud.

## Descripción

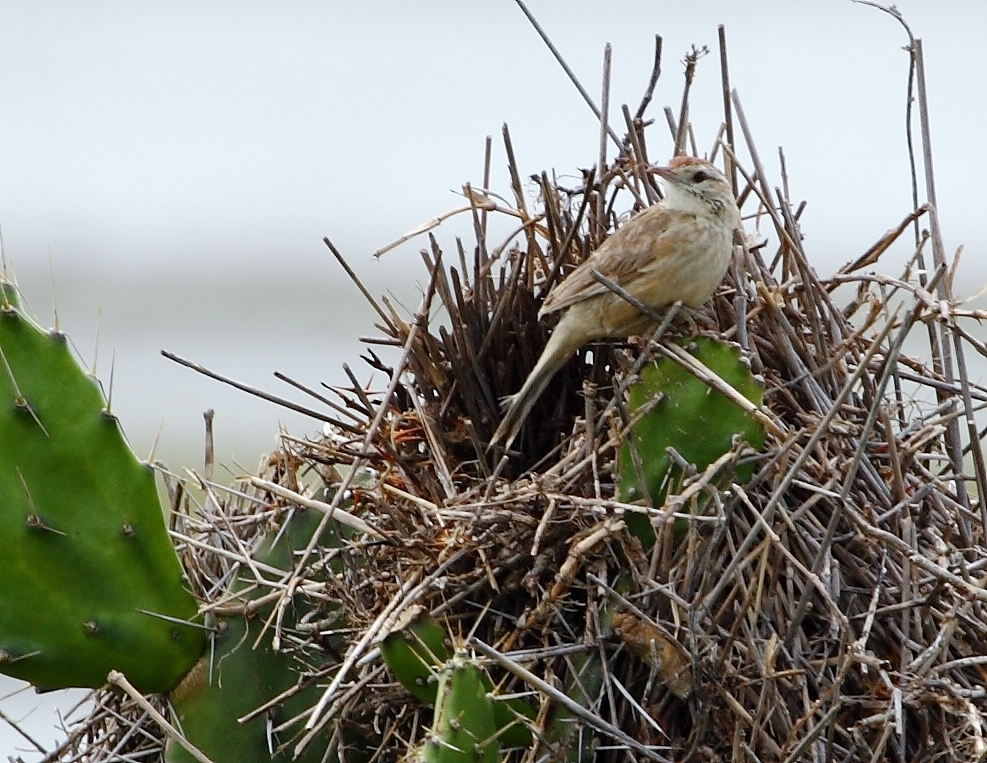
Leñatero en su nido, en Tavares, Rio Grande do Sul, Brasil.

Mide entre 18 y 20 cm y pesa entre 27 y 45 g. El pico tiene la maxila pardo acanelada y la mandíbula córneo clara. Las patas son crema oliváceas. El iris es pardo castaño. La frente es castaña y la dorsal parda jaspeada de pardo oscuro, las cejas son blanquecinas. La garganta es blanca bordeada de puntos negros, la ventral es ocrácea. Las alas son pardas con tono canela y la cola, larga y graduada tiene las plumas centrales pardas y las externas negras con el tercio terminal blanco.

## Comportamiento

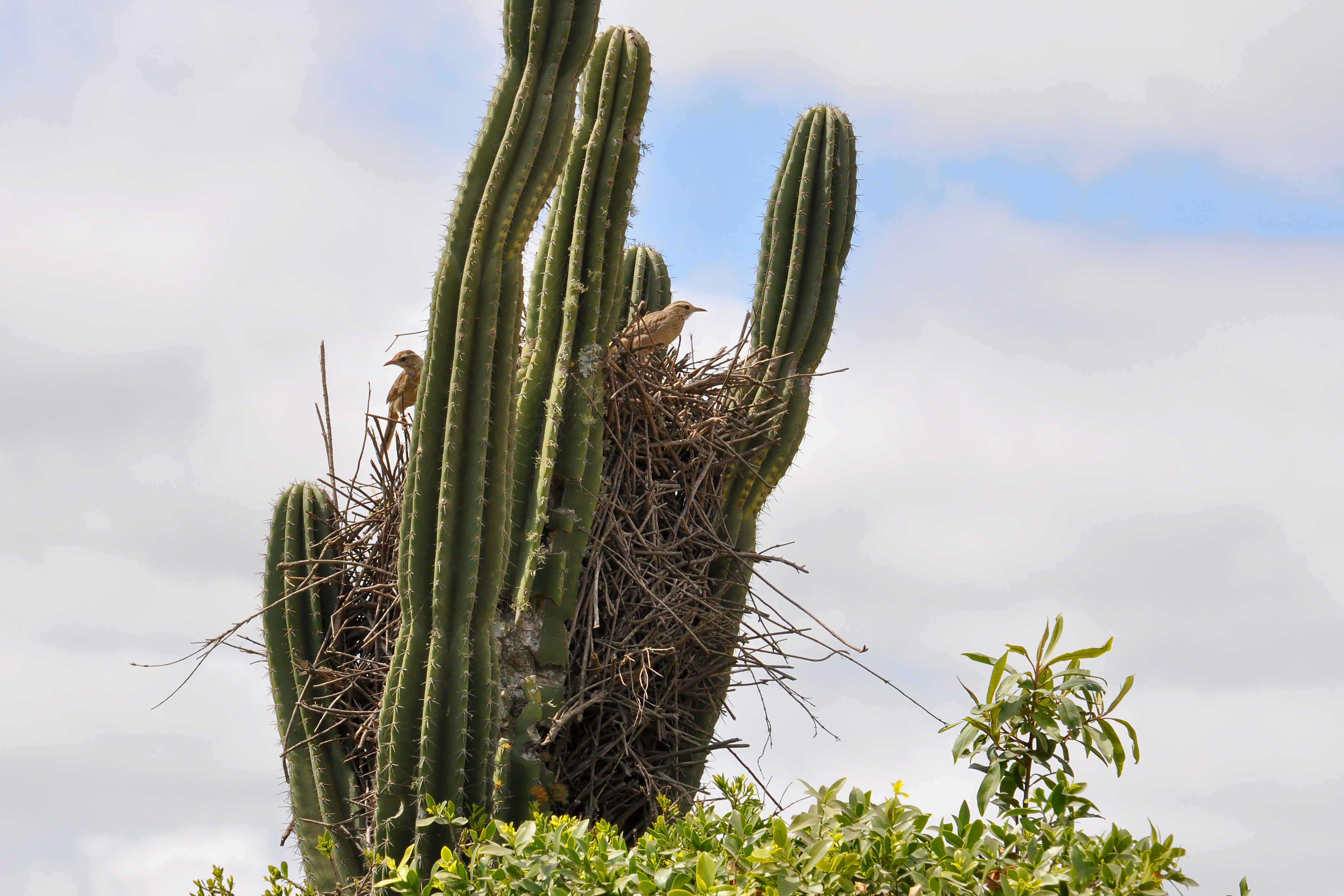
Pareja de Anumbius annumbi fotografiada en su nido en Río Grande del Sur, Brasil.

Forrajea principalmente en el suelo o bajo cobertura vegetal, de forma discreta, excepto cuando está cerca del nido, alrededor del cual puede permanecer en una percha por períodos prolongados.

### Alimentación
Su dieta consiste de insectos, como Coleoptera (Aphodius y Curculionidae), Hemiptera, larvas de Diptera y semillas.

### Reproducción
Construye un nido expuesto y elaborado, sostenido en ramas de arbustos, árboles, postes, molinos. Es una estructura globular, alargada en sentido vertical. Emplea palitos con y sin espinas. La entrada es en la parte superior en forma de túnel curvo en espiral, hasta la cámara. En la entrada del túnel coloca plumas, hilos o trozos de nailon o géneros. Acolcha la cámara con vegetales suaves y plumas. A veces presenta dos bocas o dos túneles, que pueden o no desembocar en la cámara. Los nidos son excepcionalmente grandes y cada año le puede agregar una cámara.
La nidificación ocurre entre agosto y febrero. Deposita cuatro huevos, a veces más, ovoidales, blancos, que miden en promedio 18 x 24 mm. Los huevos son puestos en días alternos y el período de incubación de 16-17 días. Los pichones son alimentados por ambos padres. Permanecen en el nido de 19 a 21 días.

### Depredadores
Los adultos pueden ser depredados por Tyto furcata, Falco sparverius y Falco femoralis; los pichones por culebras.

### Vocalización
El canto, dado generalmente a dúo con su pareja, consiste en una serie de agudas sílabas que terminan con un trino final: «chipchipchipchiri .. chipchipchirri .. chipchipchirri .. chirri».

## Sistemática

### Descripción original

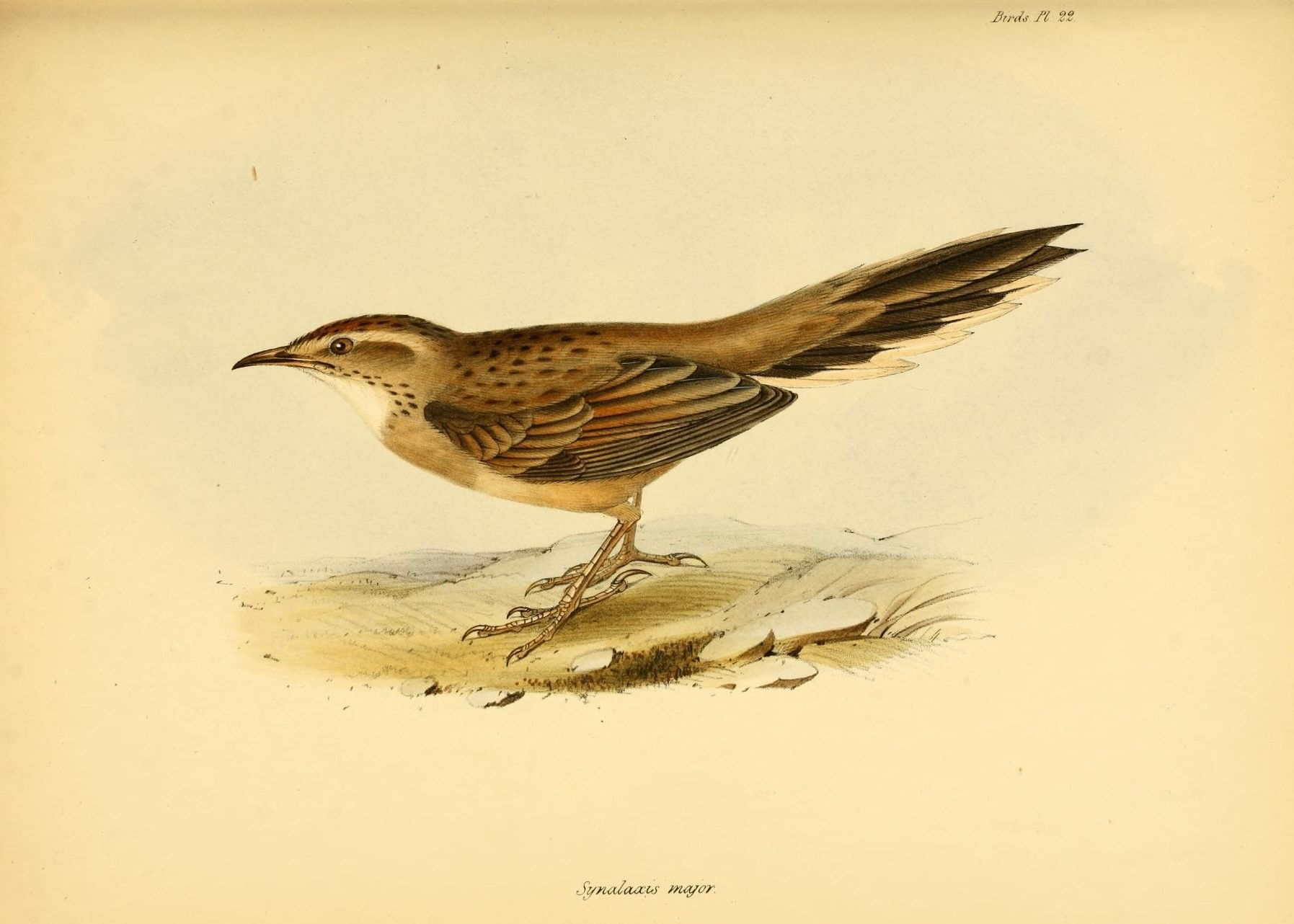
Synallaxis major = Anumbius annumbi, ilustración de Gould en The zoology of the voyage of H.M.S. Beagle ... during the years 1832-1836 pt.3 (Birds), 1839.

La especie A. annumbi fue descrita por primera vez por el naturalista francés Louis Pierre Vieillot en 1817 bajo el nombre científico Furnarius annumbi; su localidad tipo es: «Paraguay».
El género Anumbius fue propuesto por los naturalistas franceses Alcide d'Orbigny y Frédéric de Lafresnaye en 1838.

### Etimología
El nombre genérico masculino «Anumbius» y el nombre de la especie «annumbi» derivan del nombre guaraní de esta ave: «güirá añumbí» citada por Azara en 1802-1805.

### Taxonomía
Los datos genéticos indican una relación de hermana con Coryphistera. La subespecie propuesta machrisi (desde Goiás) no es separable de forma confiable. Es monotípica.